# Chiesa di Sant'Albino (Commessaggio)
La chiesa di Sant'Albino  è la parrocchiale di Commessaggio, in provincia di Mantova e diocesi di Cremona; fa parte della zona pastorale 5.

## Storia
La prima citazione di una cappella a Commessaggio, risalente al 1385, è contenuta nel Liber Synodalium, mentre una seconda menzione si ritrova nelle Rationes Censum et Decimarum del 1404, grazie a cui si conosce che dipendeva dalla pieve di Bozzolo.
All'inizio del XX secolo la chiesa fu visitata dal vescovo Gerolamo Trevisan,  mentre nel 1601 il vescovo Cesare Speciano, trovò che essa, inserita nel vicariato foraneo di Bozzolo, aveva alle sue dipendenze l'oratorio di Santa Susanna, che i fedeli ammontavano a 1110 e che a servizio della cura d'anime v'erano il parroco e un coadiutore.
La prima pietra della nuova parrocchiale venne posta nel 1804; l'edificio disegnato da Giovanni Battista Vergani, fu portato a compimento nel 1850.
Già compresa nel vicariato di Bozzolo, all'inizio del Novecento la chiesa entrò a far parte di quello di Sabbioneta, al quale rimase aggregata fino alla sua soppressione, decretata dal vescovo Giuseppe Amari nel 1975.

## Descrizione

### Esterno
La facciata a capanna della chiesa, rivolta a sudest e suddivisa da paraste corinzie sorreggenti il fregio liscio e il frontone dentellato, presenta al centro il portale d'ingresso, sormontato da una mensola e da una lunetta, ai lati due nicchie vuote e sopra il rosone e due tondi caratterizzati da rilievi.
Annesso alla parrocchiale è il campanile a pianta quadrata, la cui cella presenta su ogni lato una monofora ed è coronata dalla guglia piramidale a base ottagonale. 

### Interno
L'interno dell'edificio si compone di un'unica navata, sulla quale si affacciano le cappelle laterali e le cui pareti sono scandite da lesene sorreggenti il cornicione sopra il quale si impostano le volte; al termine dell'aula si sviluppa il presbiterio, rialzato di alcuni gradini e a sua volta chiuso dall'abside.
Qui sono conservate diverse opere di pregio, tra le quali l'organo, costruito nel 1840 da Giovanni Battista Lingiardi e poi ampliato nel 1864, la tela raffigurante l'Estasi di San Francesco d'Assisi, eseguita di Giambettino Cignaroli, e la pala ritraente San Francesco di Sales realizzata da Jusepe de Ribera.